# Desztalinizáció
Desztalinizációnak nevezik Joszif Visszarionovics Sztálin szovjet diktátor halála (1953. március 5.) után a szocialista országokban elkezdődött, a törvénytelenségek és a személyi kultusz megszüntetését célzó folyamatot, a sztálinizmus bűneivel való szembenézést. A desztalinizáció célja nem a kapitalista rendszerváltás, hanem a szocialista rendszeren belüli önkorrekció, a demokratizálás volt.

## Története
A szovjet blokk politikáját végig a központ, a szovjet kommunista párt politikája dominálta.
A Szovjetunióban 1953 márciusában, közvetlenül Sztálin halála után megindult a harc a hatalomért. Berija és Hruscsov küzdelméből az utóbbi került ki győztesen. Hruscsov a desztalinizáció nevében igyekezett politikai riválisait semlegesíteni. Az SZKP XX. kongresszusán, 1956 februárjában addig szokatlan nyíltsággal bírálta a sztálini terrort és az elkövetett bűnöket.
Az „olvadás” később a keleti blokk más országaira is átterjedt. Magyarországon 1953-ban leváltották Rákosi Mátyást és Nagy Imre lett a miniszterelnök, aki reformokat vezetett be.

### Felemás eredmények
A desztalinizáció csak féloldalasan sikerült. A szovjet típusú diktatórikus rendszer nem volt képes a megújulásra. A korábbi bűntettek felelőseit többnyire nem büntették meg, csak kiszorították őket a hatalomból. A diktatúra továbbra is fennmaradt, a szovjet befolyás nem csökkent a blokk országaiban. A nyílt terror helyét átvette a manipuláció, a megfélemlítés és a lekenyerezés.
Magyarországon 1956 elején Rákosi visszatért a hatalomba. Az olvadás utáni újabb keményedés 1956-ban forradalmat váltott ki, amit a Szovjetunió keményen levert. A későbbi Kádár-korszak ugyanezt a felemásságot képviselte: a terror megszűnt, az állampárt nagyobb jólétet biztosított, de a rendszer elnyomó hatalma - a nemzetközi konjunktúra miatt - megkérdőjelezhetetlen maradt.

### Későbbi reformperiódusok
Ezután a reformkísérletek rendszeresen vissza-visszatértek a keleti blokk országaiban.
Magyarországon 1968-ban meghirdették az új gazdasági mechanizmust. A pártvezetés megpróbálta az addigi szovjet mintán alapuló tervutasításos gazdasági modellt lebontani. A vállalatoknak nagyobb önállóságot biztosítottak. A kísérlet egy év után megbukott, és az intézkedéseket nagyrészt visszavonták.
Egy hasonló desztalinizációs kísérlet volt a prágai tavasz, amely az „emberarcú szocializmus” megteremtését tűzte ki célul, de mivel a szovjet modellnek és imperializmusnak ez nem állt érdekében, leverték.
1980-ban Lengyelországban a munkások sztrájkokkal követelték. A megbénult országban Wojciech Jaruzelski tábornok 1981-ben szükségállapotot vezetett be.
Végül Gorbacsov 1985-től kezdődő reformjai a szovjet blokk összeomlásához vezettek.

## Értékelése
Minthogy a desztalinizáció soha és sehol nem következett be teljes mértékben, ezért nem lehet eldönteni, hogy eleve lehetetlen lett volna megvalósítani, vagy pedig hirdetői nem gondolták komolyan a megvalósítását. Nyugaton és a világ több pontján viszont az akkor még erős kommunista és szocialista pártok közéleti-politikai pozíciójának köszönhetően jelentős jóléti reformokat sikerült beépíteni egy-egy nemzetállami keretbe. A demokratikus szocializmusra, ill. a diktatórikus - szovjet modellű - szocializmus demokratizálására tett kísérletek nagy politikai ellenállásba ütköztek a konkurens ideológiai hatalmi blokkok részéről. A liberális és jobboldali erők mindent elkövettek annak érdekében, hogy a 70-es, 80-as években még erős, komoly tömegbázissal rendelkező kommunista, szocialista pártok mozgástere és jövője a kapitalista világrendszerben a lehető legnagyobb mértékben legyen visszaszorítva, minden szocialista, kommunista történetszemlélet, mozgalom stb. diszkreditálva legyen.     